# Statul Tigray
Regiunea Tigray (/tɪˈɡraɪ/; tigrinya ክልል ትግራይ; amharică ትግራይ ክልል Tigray kilil), oficial Statul Regional Național Tigray (tigrinya ብሔራዊ ክልላዊ መንግስቲ ትግራይ), este cel mai nordic stat regional din Etiopia. Regiunea Tigray este locuită de poporul tigray. Cunoscută anterior cu numele de Regiunea 1, capitală și cel mai mare oraș este Mekelle. Tigray este al cincilea ca suprafață, al cincilea ca populație și al cincilea cel mai dens populat dintre cele 11 state regionale.
Limba oficială în Tigray este tigrinya, similară cu cea vorbită în Eritreea învecinată. Populația estimată în 2019 era de 5.443.000 de locuitori. Majoritatea populației (c. 80%) sunt țărani, contribuind cu 46% la produsul intern brut regional (2009). Podișurile au cea mai mare densitate a populației, în special în estul și centrul Tigrayului. Câmpiile mult mai puțin dens populate cuprind 48% din suprafața Tigrayului. 96% dintre tigraieni sunt creștini ortodocși.
Tigray se învecinează cu Eritreea la nord, Sudanul la vest, Regiunea Amhara la sud și Regiunea Afar la est și sud-est. Pe lângă Mekelle, orașe importante sunt Adigrat, Aksum, Shire, Humera, Adwa, Adi Remets, Alamata, Wukro, Maychew, Sheraro, Abiy Adi, Korem, Qwiha, Atsbi, Hawzen, Mekoni, Dansha și Adi Gudom. Tigray era nucleul Imperiului Aksumit, orașul Aksum fiind capitala sa.
Guvernul din Tigray este format din ramura executivă, condusă de președinte; ramura legislativă, care cuprinde consiliul de stat; și ramura judiciară, în frunte cu curtea supremă a statului. La începutul lunii noiembrie 2020, a început un conflict între regiunea Tigray, care implică Frontul de Eliberare a Poporului Tigray (TPLF) și guvernul federal etiopian, conflict în care Eritreea a intrat de partea guvernului federal, escaladând rapid în Războiul din Tigray și destabilizând regiunea.

## Monumente
- Abuna Yemata Guh, biserică ortodoxă cu fresce din sec. al XV-lea